# Apple Silentype

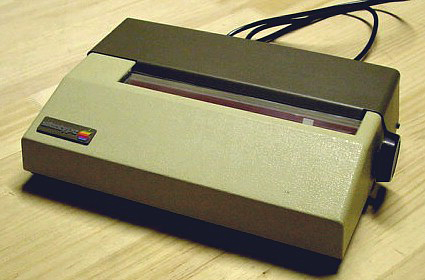
Apple Silentype

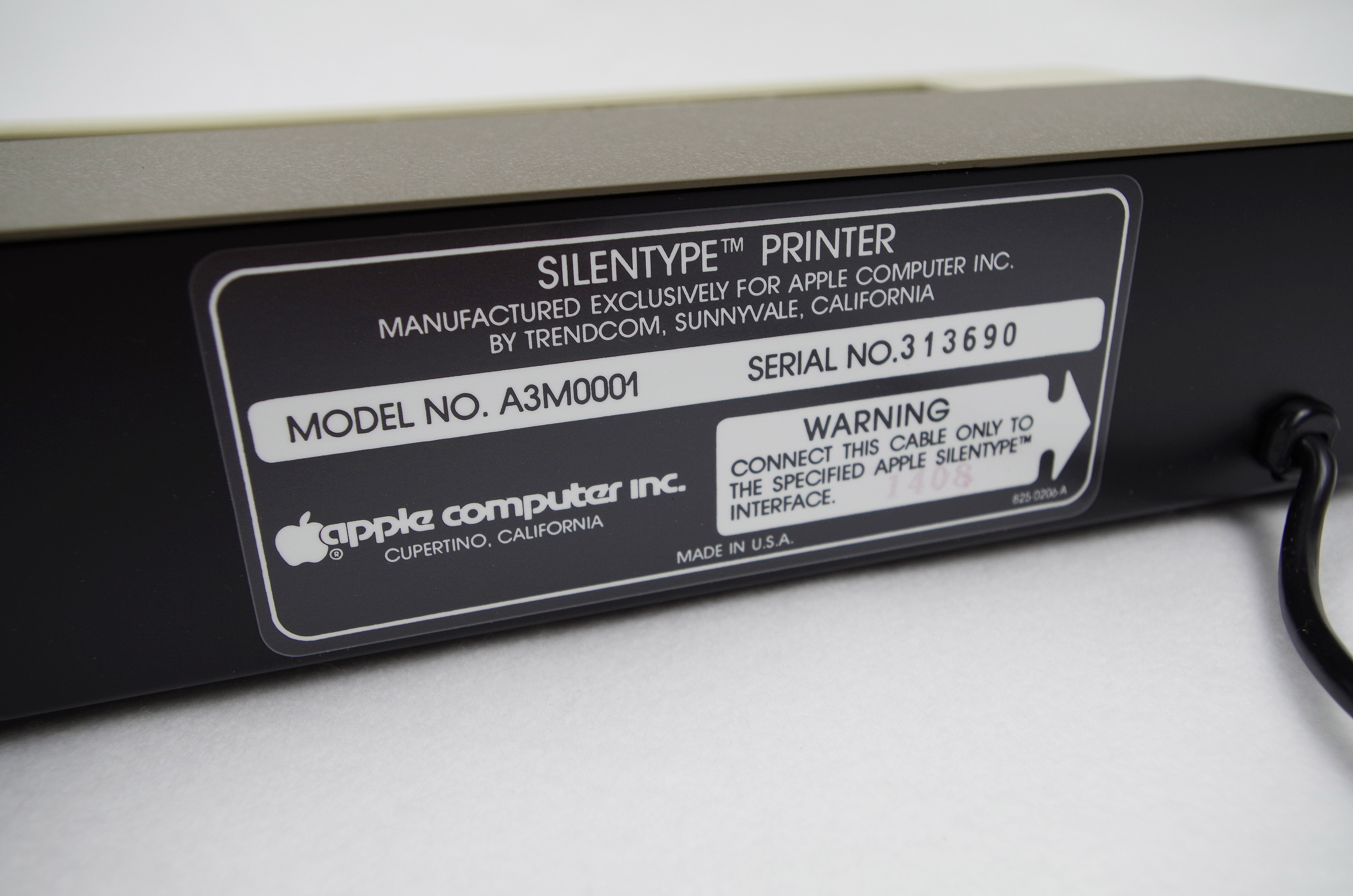
De Apple Silentype werd gebouwd door TrendCom

De Apple Silentype was de eerste printer van Apple, die vlak na de Apple II Plus op de markt kwam in 1980. Het is een thermische printer die gebruik maakt van speciaal papier en een eigen speciaal ontworpen interfacekaart nodig heeft, of een Apple III met een ingebouwde Silentype-poort. In oktober 1982 werd de Silentype opgevolgd door de Apple Dot Matrix Printer.
Mechanisch is de Silentype vrijwel identiek aan de TrendCom Model 200. De printplaat van de printer werd echter volledig opnieuw ontworpen door Apple, waarbij de relatief dure microprocessor en geheugenchips verwijderd werden en in plaats daarvan gebruik gemaakt werd van software in de Apple II. De firmware van de Silentype werd geschreven door Andy Hertzfeld, die later ook meewerkte aan de Apple Macintosh.
Uit productie: 1980: Silentype · 1982: Dot Matrix Printer · 1983: Color Plotter, Daisy Wheel Printer · 1984: Scribe, ImageWriter · 1985: LaserWriter · 1991: StyleWriter · 1993: Color Printer · 1994: Color StyleWriter · 1995: Color LaserWriter